# Seznam medailistek na mistrovství Evropy v biatlonu – štafeta žen
Seznam medailisů na mistrovství Evropy v biatlonu v štafetě žen představuje chronologický přehled stupňů vítězů ve štafetě žen na 3x6 km na mistrovství Evropy konaného pravidelně od roku 1994.
- Štafeta žen byla na evropský šampionát zařazen poprvé v roce 1994.
- Do roku 1998 závodilo na vzdálenosti 3 × 7,5 km.
- Od 1999 na vzdálenosti 4 × 7,5 km.
- Od roku 2003 na vzdálenosti 4 × 6 km.

| Rok                       | Zlato             | Stříbro           | Bronz             |
| ------------------------- | ----------------- | ----------------- | ----------------- |
| 1994 Kontiolahti          | Rusko             | Slovensko         | Ukrajina          |
| 1995 Le Grand-Bornand     | Francie           | Ukrajina          | Německo           |
| 1996 Ridnaun              | Rusko             | Ukrajina          | Bělorusko         |
| 1997 Windischgarsten      | Rusko             | Německo           | Česko             |
| 1998 Minsk                | Německo           | Rusko             | Finsko            |
| 1999 Iževsk               | Rusko             | Polsko            | Norsko            |
| 2000 Zakopané             | Slovensko         | Česko             | Německo           |
| 2001 Haute Maurienne      | Německo           | Rusko             | Ukrajina          |
| 2002 Kontiolahti          | Německo           | Rusko             | Ukrajina          |
| 2003 Forni Avoltri        | Rusko             | Česko             | Bělorusko         |
| 2004 Minsk                | Rusko             | Bělorusko         | Německo           |
| 2005 Novosibirsk          | Rusko             | Ukrajina          | Česko             |
| 2006 Langdorf-Arberse     | Bělorusko         | Bulharsko         | Německo           |
| 2007 Bansko               | Bělorusko         | Německo           | Ukrajina          |
| 2008 Nové Město           | Ukrajina          | Německo           | Norsko            |
| 2009 Ufa                  | Ukrajina          | Rusko             | Německo           |
| 2010 Otepää               | Německo           | Ukrajina          | Rusko             |
| 2011 Ridnaun              | Ukrajina          | Itálie            | Německo           |
| 2012 Osrblie              | Ukrajina          | Rusko             | Německo           |
| 2013 Bansko               | Německo           | Česko             | Ukrajina          |
| 2014 Nové Město na Moravě | Bělorusko         | Německo           | Norsko            |
| 2015 Otepää               | Ukrajina          | Německo           | Francie           |
| 2016 Ťumeň                | nebyl na programu | nebyl na programu | nebyl na programu |
| 2025 Martell              | Německo           | Francie           | Itálie            |